# Johannes Sleidanus

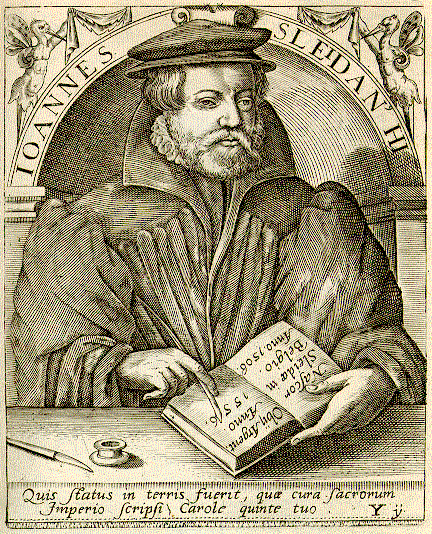
Johannes Sleidanus

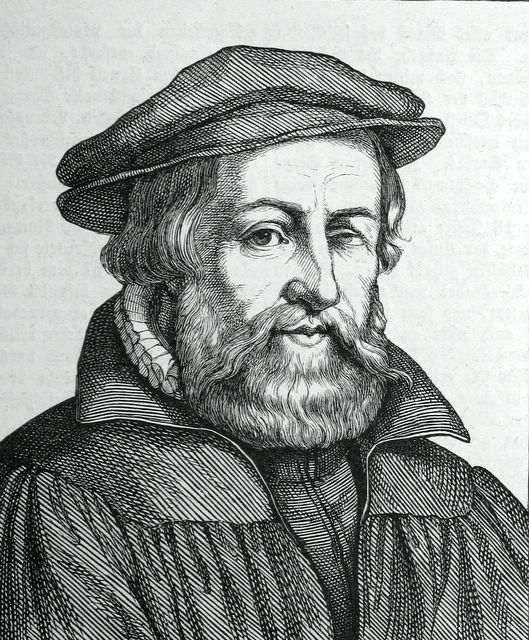
Johannes Sleidanus

Johannes Sleidanus, latinisiert aus Johann Sleidan bzw. Johann(es) Philippson von Schleiden, eigentlich Johann Philippi (* 1506 in Schleiden; † 31. Oktober 1556 in Straßburg) war ein Jurist und Diplomat aus dem damaligen Herzogtum Luxemburg, wozu die Herrschaft Schleiden gehörte.

## Leben
Sleidanus wurde nach seiner Geburtsstadt Schleiden, im Herzogtum Luxemburg (Spanische Niederlande), benannt. Schon als 15-Jähriger korrespondierte er mit Heinrich Cornelius Agrippa von Nettesheim, der gerade aus Metz zurück nach Köln gekommen war. 
Im Auftrag des Grafen Dietrich IV. von Manderscheid-Schleiden (1481–1551) erkundigte er sich nach einem Mathematiker, der in Metz kunstvolle Mühlen konstruiert habe. Sleidanus war neugierig, was Agrippa von Luther, Capnion, Hutten und anderen Freunden „Neues“ (nova) habe. Auch interessierte er sich sehr für Drucke des Eucharius Cervicornus (Hirtzhorn), dem kürzlich das Drucken von Büchern untersagt worden sei. Was auch immer Agrippa (an Büchern) nach Schleiden schicken wolle, solle er in die Hände der Äbtissin von St. Cäcilien – Elisabeth von Manderscheid († 1538) – geben oder durch einen der Reisenden aus dem öffentlichen Wirtshaus „zur harten Faust“ (ad durum pugnum) am Heumarkt (forum foeni) befördern lassen. Abschließend bat Sleidanus, ihn „seinem Herrn“, dem erlauchten Grafen Hermann von Neuenahr zu empfehlen.
Sleidanus studierte in Lüttich, an der Universität zu Köln sowie an der Universität Löwen, bevor er um 1533 zum Rechtsstudium nach Paris und Orléans übersiedelte. Nach dem Studium wurde er 1540 von Franz I. als Diplomat angestellt. 1541 nahm er am Reichstag zu Regensburg (Regensburger Religionsgespräch) und 1544 am Reichstag zu Speyer teil. Wegen zunehmender Intrigen am französischen Hof siedelte er 1544 nach Straßburg über. 
Zu dieser Zeit war er schon protestantisch beeinflusst, und 1544 unternahm er es, die Geschichte der Reformation zu schreiben. Sleidanus wurde dabei von Landgraf Philipp I. von Hessen und von anderen protestantische Fürsten unterstützt. In den ersten Jahren nach der Übersiedelung nach Straßburg arbeitete Sleidan weiterhin für Joachim du Bellay, während sich Martin Bucer und Jakob Sturm von Sturmeck für seine Einstellung als Reformationshistoriker beim Schmalkaldischen Bund einsetzten. 
Im Frühjahr 1545 wurde Sleidan offiziell als Diplomat, Übersetzer und Historiker des Schmalkaldischen Bundes angestellt und begann sofort mit seiner Arbeit an der Geschichte der Reformation. Gleichzeitig musste er auch seinen diplomatischen Verpflichtungen nachkommen und wurde so, etwa von August bis Dezember 1545, nach England geschickt, um bei den Friedensverhandlungen zwischen Frankreich und England zu vermitteln. Der Schmalkaldische Krieg 1546/47 bedeutete für Sleidan zunächst das Ende seiner Karriere, er nutzte aber die freie Zeit für die Übersetzung eines weiteren französischen Geschichtswerkes von Philippe de Commynes und eines politischen Werkes von Claude de Seyssel. 1551/52 vertrat Sleidan die Stadt Straßburg als Gesandter am Konzil von Trient, so auch als Vermittler bei der drohenden Eroberung Straßburgs durch den französischen König Heinrich II. im Jahr 1552.
Sein Hauptwerk über die politischen und religiösen Bedingungen der Herrschaft Kaiser Karl V. war ursprünglich in Latein verfasst, erschien 1555 in Straßburg und wurde fünf Jahre später ins Englische übersetzt. Es stützt sich auf eine große Auswahl von Dokumenten und ist der beste zeitgenössische Bericht über die Reformation. Als Schüler von Philippe de Commynes, den er übersetzte, war Sleidanus liberal gesinnt, überraschend unparteiisch und zeigte Interesse für den politischen Hintergrund der Reformation sowie die gesetzlichen Aspekte der Standpunkte der deutschen Fürsten. Vermutlich wegen seiner Objektivität war das Werk zur Zeit seiner Veröffentlichung nicht sehr beliebt. De quatuor summis imperiis und besonders die etwa auch ins Französische (1556) übersetzten Commentarii wurden zur Grundlage der modernen Geschichtsschreibung und prägten die Reformationsforschung bis in das 20. Jahrhundert.

## Werke (Auswahl)
- De statu religionis et rei publicae Carolo V. Caesare commentarii (Über den Zustand der Religion und des Staates unter dem Kaiser Karl V.). 1555 (ständig vermehrt und fortgesetzt), 1785–86 ed. Am Ende, deutsch 1771–73 von J. S. Semler in 4 Bdn. (wichtiges Quellwerk zur Reformationsgeschichte; doi:10.3931/e-rara-3958: Digitalisat der Ausgabe 1562).
- Reformationsgeschichte aus dem Lateinischen übersetzt. Genau durchgesehen, mit Courayers und einigen andern Anmerkungen wie auch verschiedenen Urkunden und einer Vorrede herausgegeben von Joh. Salomon Semler. Verlag Johann Justinus Gebauer, Halle 1771–1772.
  - Erster Theil, Halle 1771 (Google Books).
  - Zweyter Theil, Halle 1771 (Google Books).
  - Dritter Theil, Halle 1772 (Google Books).
  - Vierter Theil, Halle 1773 (Google Books).
- De quattuor monarchiis. 1556 (Lehrbuch der Weltgeschichte unter dem Gesichtspunkt der biblischen Lehre von den vier Weltreichen).
- Johannis Sleidani Opuscula Quaedam, Quorum Ipse Partim Auctor, partim Interpres. I, De quatuor Summis Imperiis Lib. III. II, Cl. Sesellii de Repub. Gallorum & regum officiis, libri II. Latine redditi. III, Summa doctrinae Platonis De Rep. & legibus. IV. Orationes duae: una ad Carolum V. Caesarem; altera ad Germaniae Principes & Ordines Imperii. Omnia nunc primum simul ita iuncta opera & studio Heliae Putschii. Accesserunt seorsum Commentarii & Notae Guil. Xylandri in libros de IV. Monarchiis, nunc primum in lucem editi. Hanau 1608, Digitalisat.
- Johannes Sleidani Wahrhaftige und eigentliche Beschreibung der geistlichen und weltlichen Sachen. 1557.